# Václav Bartuška
Václav Bartuška (* 14. července 1968 Praha) je současný český diplomat, politik a publicista. Od roku 2006 je zvláštním zmocněncem Ministerstva zahraničních věcí pro otázky energetické bezpečnosti.

## Život
Studoval žurnalistiku na Fakultě sociálních věd Univerzity Karlovy a patřil k vůdcům revoluce v roce 1989. Ve svých 22 letech se stal členem parlamentní komise pro dohled na vyšetřování událostí 17. listopadu. O svých zkušenostech z práce v komisi napsal knihu Polojasno. Zisk z prodeje knihy mu umožnil absolvovat cestu okolo světa.
Pracoval jako reportér deníku Mladá fronta DNES, vykonával funkci generálního komisaře české účasti na světové výstavě Expo 2000 v Hannoveru, později vlastnil firmu zabývající se pořádáním výstav a vypracováváním marketingových studií. Od nástupu Alexandra Vondry do pozice ministra zahraničí je zvláštním velvyslancem České republiky pro otázky energetické bezpečnosti. V roce 2010 se stal zvláštním vládním zmocněncem pro dostavbu JE Temelín, ve funkci skončil v roce 2014.Je členem ASPEN Institute Central Europe.
Za celoživotní práci v oblasti bezpečnostní politiky ČR se zaměřením na energetickou bezpečnost mu byla v roce 2024 udělena Cena Bezpečnostní rady státu.
Je ženatý s českou harfenistkou Kateřinou Englichovou.

## Kontroverze
V roce 2015 se Bartuška v rozhovoru pro server neovlivní.cz vyjádřil k požáru budovy odborů v Oděse, který si vyžádal desítky mrtvých, především z tábora proruských aktivistů obsadivších vládní budovy, jako o možnosti jak předcházet válce: 
"... model, který byl použit na východě Ukrajiny, v Doněcku, Luhansku a v dalších městech. Šlo to jakoby přes kopírák a popírá to teorii o lidovém povstání. Skupina civilistů obsadí budovy administrativy, muži, ženy, děti. Do dvou dnů se tam začínají nosit zbraně, ženy a děti odcházejí, zůstávají ozbrojenci. Pokud se jim postavíte rychle čelem, jako to udělali třeba v Oděse, kde je prostě upálili, nebo v Dněpropetrovsku, kde je prostě zabili a pohřbili u silnice, tak máte klid. Když to neuděláte, tak máte válku."
Těmito výroky vzbudil nelibost šéfa diplomacie Lubomíra Zaorálka z ČSSD, prezidenta Zemana a poslance KSČM Zdeňka Ondráčka, který na něj podal trestní oznámení.